# Mar-a-Lago

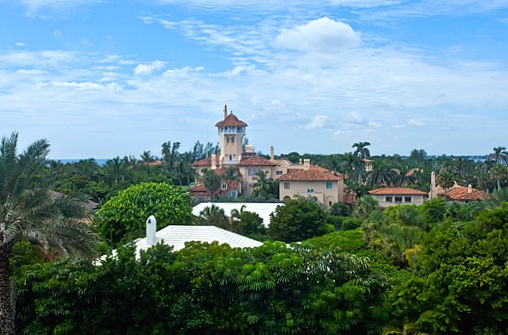
Mar-a-Lago, 2009

Mar-a-Lago is een monumentaal gebouw in de plaats Palm Beach, in de staat Florida van de Verenigde Staten van Amerika, dat tot National Historic Landmark is verklaard.
Mar-a-Lago is gebouwd tussen 1924 en 1927 door de socialite Marjorie Merriweather Post (1887-1973). Zij had de bedoeling er het winterverblijf van de president van de Verenigde Staten van te maken en na haar dood in 1973 werd het complex geschonken aan de natie. De verschillende presidenten daarna weigerden er echter gebruik van te maken, waardoor het in 1980 werd teruggegeven aan de Post-stichting.
In 1985 werd het gekocht door de New Yorkse zakenman en vastgoedmagnaat Donald Trump, die er een exclusieve club van maakte, de Mar-a-Lago Club, met onder andere gastenkamers en een spa. In het complex van 126 kamers en 10.000 m² bevinden zich ook privéverblijven van de familie Trump, in een afgesloten deel van het gebouw en de tuinen.
In 2017 werd Trump de 45e president van de Verenigde Staten. In zijn regering werd het complex ook wel Winter White House genoemd en vervulde het uiteindelijk deels de functie die Post in gedachten had. Op 8 augustus 2022 vond een huiszoeking plaats in Mar-a-Lago, op verzoek van het ministerie van Justitie en uitgevoerd door de FBI. Hierbij werden veel documenten in beslag genomen. Het kan daarbij gaan om documenten die Trump niet mag hebben of die de regering nodig heeft, terwijl de regering er zelf geen kopie van had.
Nadat Trump in november 2024 opnieuw verkozen werd is het gebouw veelvuldig bezocht door buitenlandse hoogwaardigheidsbekleders.

## Galerij

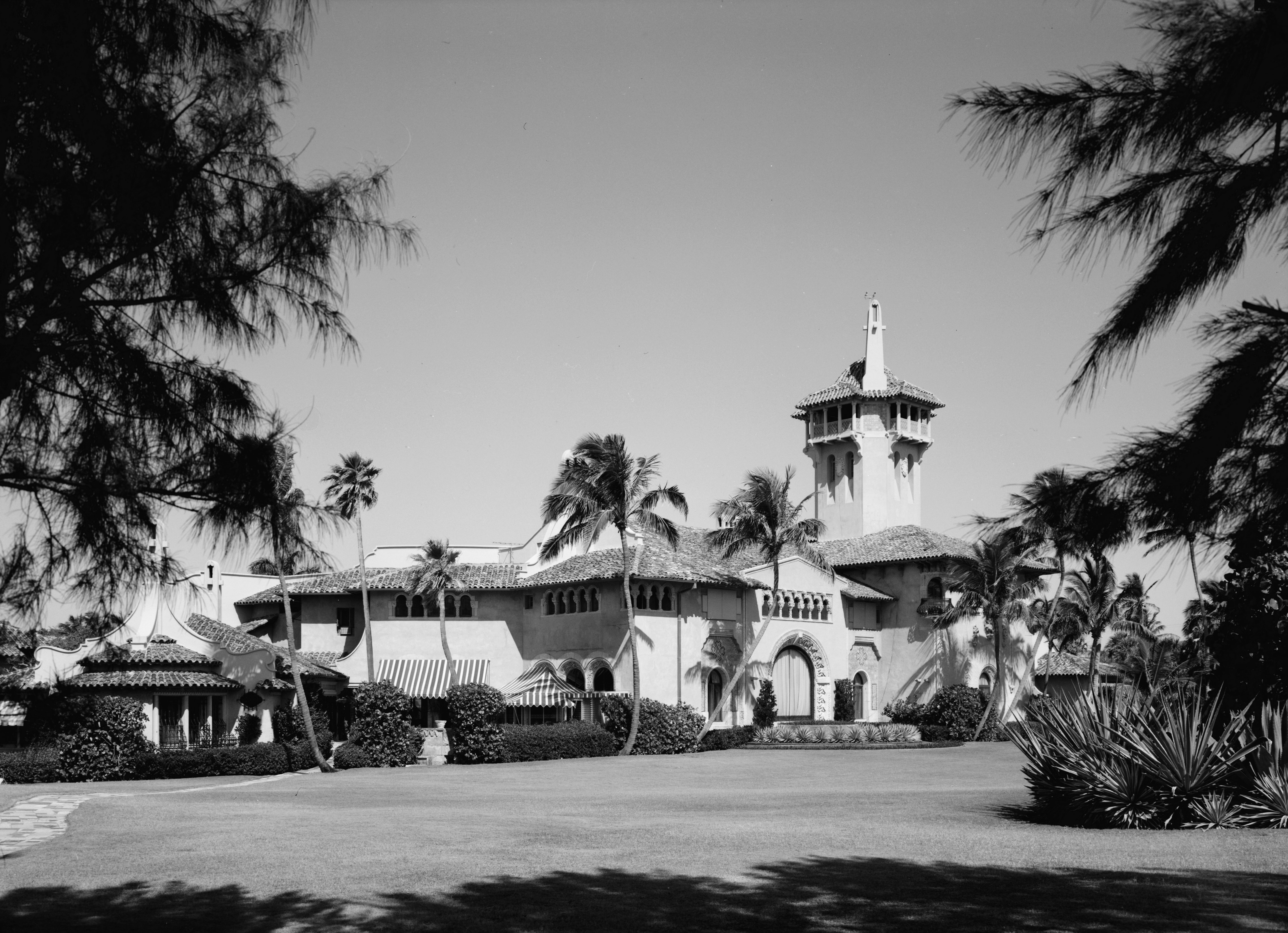
Mar-a-Lago, 1967
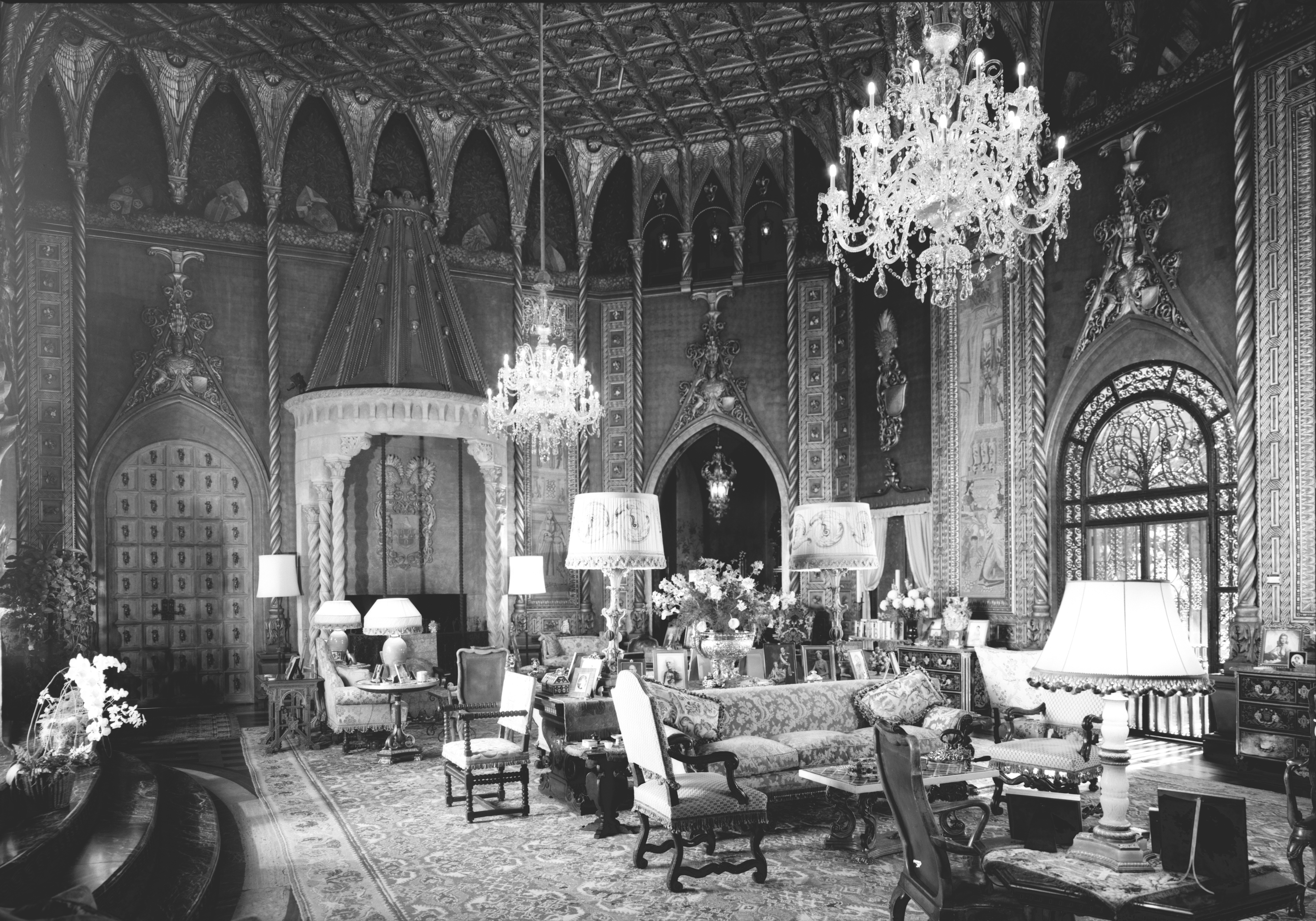